# Biatas nigropectus
Biatas nigropectus là một loài chim trong họ Thamnophilidae.